# Sociální změna
Sociální změna je hodnotově „neutrálním“ termínem, který se snaží méně kontroverzním způsobem pojmenovat koncepty jako pokrok, vývoj nebo evoluce. Charakteristické pro sociální změnu jsou dynamika a diskontinuita jako protiklad ke všemu statickému. Je to pojem v sociologii označující mechanismus změny, střídání nebo proměny v sociální kultuře či společnosti, vyvolaný kulturními faktory, přírodními vlivy či politickou organizací. Ke změnám dochází, když se v systému, organizaci nebo sociální skupině objeví nové prvky nebo staré prvky zmizí. Při zkoumání sociální změny je nutné soustředit se na zdroj její dynamiky, jednotlivé iniciátory a faktory, které ji ovlivňují. V moderní sociologii jde především o definování dramatických změn, které přeměnily tradiční společnost, tedy společnost před francouzskou a průmyslovou revolucí.

## Faktory
Sociální změna popisuje výraznou proměnu norem, institucí, kultury, sociální struktury či hodnotového systému. Ke změně dochází vlivem různých faktorů, které mají vliv na chování lidí, kulturu i sociální strukturu. Mezi takovéto faktory spadá:

### Fyzické prostředí
K přežití lidstva je třeba vyrovnat se se svým prostředím. Změny v přírodních podmínkách mohou vést k rozsáhlé změně ve společnosti. Nejvýrazněji se to projevuje  např. v polárních oblastech, kde mají lidé naprosto odlišné zvyky než v subtropických. Příkladem mohou být také přírodní katastrofy (tsunami, zemětřesení), nemoci (Černá smrt), proměny klimatu apod. Společnost se rychle přizpůsobuje nově vzniklým podmínkám využitím nových mechanismů adaptace – v praxi pomocí nových soc. organizací a technologií.

### Kulturní vlivy
Kulturní vlivy zahrnují působení náboženství (může být jak konzervativní, tak novátorskou silou), komunikační systémy (například vynález písma nebo rozvoj internetu) a vliv velkých osobností, mezi které patří náboženské osobnosti (Ježíš), političtí a vojenští vůdci (Julius Caesar, Adolf Hitler) nebo novátoři ve vědě a filozofii (Isaac Newton). Vůdčí osobnosti jsou schopné inspirovat davy k následování a k touze radikálně změnit zaběhnutý řád a způsoby myšlení.

### Politická organizace
Aktivity politických špiček a vládních úřadů ovlivňují i život masové populace. Politické rozhodování podporuje sociální změnu a určuje také její směr (vnějším i vnitřním způsobem). Jako příklad můžeme uvést Saddáma Husajna v Iráku, který věnoval dostupné prostředky spíše armádě na úkor obyvatel.

### Velikost a struktura populace
Nárůst (či pokles) populace představuje demografickou formu soc. změny. Například zvýšený podíl starých lidí ve společnosti nebo babyboom ovlivní ekonomiku i politiku státu a způsobí soc. změnu.

### Střety ohledně zdrojů a hodnot
Konflikt je jedním z významných hybatelů sociální změny. Příkladem může být válka, kdy kvůli nedostatku mužů, kteří jsou na frontě, přichází na pracoviště ženy, které dříve působily v domácnosti. To vede k prudkému vzrůstu nových technologií, ale také to ovlivňuje lidské hodnoty (válka – vlastenectví) i charakter (vztah k autoritám).

### Inovace
Vynálezy, objevy a nejnovější technologie dokáží vyvolat soc. změnu. Příkladem může být vynález telefonu, parního stroje nebo objevení železa.

### Difuze
Difuze je prolínání prvků jedné kultury do jiné.

### Teorie společenské změny
- Evoluční teorie jsou založeny na předpokladu, že společnost se neustále vyvíjí z jednoduchých začátků k složitějším a komplexnějším formám (sběrači – lovci). Zastánci této teorie věří, že sociální změna vede vždy ke zdokonalení společnosti a evoluce připomíná biologickou (Herbert Spencer, organicismus). Rozdíl mezi společností a organismem je, že společnost je tvořena z různých jedinců, nemá společný rozum a slouží prospěchu jednotlivců (nikoliv celku). Motivem soc. změny je boj o existenci a přežití nejsilnějších (soc. darwinismus – kapitalistická expanze).[8]

- Cyklické teorie se zaměřují na vzestupy a pády civilizací a snaží se odhalit obecný „vzorec“, který by dovedl předpovědět pád civilizace. Mezi významné představitele patří například Oswald Spengler a Arnold J. Toynbee. Dle Spenglera je civilizace jako biologický organismus s podobným životním cyklem (narození, dospělost, stáří, smrt) a k soc. změně (tedy k zániku) dochází každých 1000 let. Toynbee tvrdil, že společnost se proměňuje neustálým překonáváním určitých výzev (viz Faktory soc. změny).[9]

- Konfliktualistické perspektivy zdůrazňují síly vedoucí k nestabilitě, boji a dezorganizaci. Dle Ralfa Dahrendolfa je soc. změna všudypřítomná, stejně tak jako soc. konflikt. Každý prvek společnosti přispívá ke změně. Konfliktualistickou teorii představuje i Karl Marx ve svém Komunistickém manifestu: „všechna historie je historií třídního konfliktu“.[9]

- Funkcionalistická perspektiva znamenala v 20. století přechod od sociální změny k sociální stabilitě. Talcott Parsons zdůrazňoval důležitost soc. stability, která je výsledkem právě soc. změny. Změna má dva možné původy – dochází k ní buď z důvodu kontaktu společnosti s nějakou jinou, nebo je vyvolána „zevnitř“ dané společnosti. S vlastní funkcionalistickou perspektivou pak přichází William F. Ogburn, americký sociolog, jež vidí příčinu sociální změny v materiálních objevech. Kultura je dělena na materiální a nemateriální s tím, že sociální změnu vyvolá materiální kultura, nemateriální je vždy v závěsu za ní. Tím vzniká tzv. kulturní prodleva, která může vést k sociální dezorganizaci.[9]
- Sociální dynamika Augusta Comta - sociální dynamika se zabývá procesy a změnami, které ve společnosti probíhají a zároveň se zaobírá otázkou vzniku společnosti. Klade důraz především na pokrok a odhalení jeho zákonů. Comte se domnívá, že to, co lidi nabádá k neustálému zlepšování společnosti je určitý instinkt pokroku. Existují dvě metody, jak tento pokrok zkoumat - kvantitativně a kvalitativně. Kvalitativní výzkum se opírá o dotazníky, analýzu dokumentů a hypotézy, zatímco kvantitativní využívá nestandardizovaný rozhovor a zúčastněné pozorování. Přičemž kvantitativní metoda je schopna posloužit k vytvoření hypotéz pro metodu kvalitativní.  [10] Součástí Comtovy sociální dynamiky je také zákon tří stádií, prostřednictvím kterého vyobrazuje nekontrolovatelný pokrok lidské společnosti. Prvním stadiem je teologické, kde myšlení bylo určováno náboženstvím a myšlenkou, že společnost je obrazem boží vůle. Metafyzické stadium, převládající především v období renesance, nahradilo nadpřirozený pohled na společnost pohledem přirozeným. Posledním je pozitivní stadium, které aplikuje vědecké metody na společenský svět.[11]

## Moderní doba
V průběhu posledních dvou století dochází k neustálému urychlení sociální změny, což je způsobeno rozvojem průmyslového kapitalismu a vědy. Výsledkem je změna životního stylu, která zasahuje téměř celou populaci. Mimořádným faktorem, ovlivňujícím sociální změnu byly ve 20. století obě světové války.

### Současnost
- Postindustriální společnost – Mnoho pozorovatelů zastává názor, že spějeme k nové společnosti, kdy končí průmyslová éra a nastupuje éra informační, služeb a znalostí. Život, jehož základem jsou stroje a továrny, je nahrazován způsobem života, kdy se základem stává informace o výrobním systému. Hlavním rysem je růst zaměstnanosti ve službách na úkor zaměstnanosti v oblasti materiálního zboží.[13]
- Myšlenka postindustriální společnosti se potýká i s kritikou, protože nějaká tvrzení jsou sporná. Jako např. přesun zaměstnanců do služeb, který způsobuje pokles zaměstnanosti v ostatních sektorech, je zaznamenáván už od počátku průmyslové éry. Dalším sporným tvrzením je, že výsledkem zaměstnání „ve službách“ je materiální zboží. Proto je přesnější je považovat spíše za součást výroby.[13]
- Někteří autoři tvrdí, že skončila průmyslová éra a nastala postmoderní, která se staví proti myšlence neustálého pokroku. Neexistuje jedna, ale neomezený počet různých historií, které však nejsou závazné. Žijeme ve světě rozmanitosti a plurality díky rozvoji sociálních sítí, médií apod. Ztrácíme tak představu o vlastní historii.[13]
- Kritici však tvrdí, že není možné pokrok zastavit a nemůžeme vědět jaké další politické nebo kulturní uspořádání se v budoucnosti objeví.[13]